# Mokre (powiat Sanocki)
Mokre is een plaats in het Poolse district Sanocki, woiwodschap Subkarpaten. De plaats maakt deel uit van de gemeente Zagórz en telt 450 inwoners.